# Antonio Fontán
Antonio Fontán Pérez (ur. 15 października 1923 w Sewilli, zm. 14 stycznia 2010 w Madrycie) – hiszpański dziennikarz, nauczyciel akademicki i polityk, parlamentarzysta i minister, w latach 1977–1979 przewodniczący Senatu.

## Życiorys
Kształcił się na studiach humanistycznych na Uniwersytecie w Sewilli, specjalizując się w filologii klasycznej; doktoryzował się w 1948. Pracował jako nauczyciel akademicki w katedrze filologii łacińskiej na Uniwersytecie w Grenadzie. Był też profesorem na Uniwersytecie Nawarry, na którym pełnił funkcję dziekana wydziały filozofii i literatury. Na tej samej uczelni kierował również instytutem dziennikarstwa, którego był organizatorem. Obejmował także stanowiska profesora filozofii klasycznej na Uniwersytecie Autonomicznym w Madrycie oraz na Uniwersytecie Complutense w Madrycie.
Był założycielem magazynu „La Actualidad Española”, którym kierował w latach 1952–1956. Był też redaktorem czasopisma „Nuestro Tiempo”. W latach 1966–1971 pełnił funkcję dyrektora gazety „Madrid”, promującej idee demokratyczne, którą zamkniętą z powodów politycznych. Należał do rady hrabiego Juana de Borbón.
W okresie przemian politycznych po śmierci Francisca Franco współtworzył stowarzyszenie polityczne Libra. Dołączył potem do Unii Demokratycznego Centrum. W 1977 został wybrany w skład nowo powołanego Senatu, w którym zasiadał do 1979. W okresie tym pełnił funkcję przewodniczącego tej izby. W latach 1979–1980 był ministrem administracji terytorialnej w rządzie Adolfa Suáreza. W kadencji 1979–1982 wykonywał mandat posła do Kongresu Deputowanych.
Opublikował kilkanaście książek poświęconych filologii klasycznej i współczesnym zagadnieniom politycznym. Po odejściu z polityki m.in. redagował czasopismo „Nueva Revista de Política, Cultura y Arte”.
W 2008 król Jan Karol I nadał mu tytuł markiza Guadalcanalu. Był honorowym członkiem Międzynarodowego Instytutu Prasy, który w 2000 umieścił go na liście „50 Bohaterów wolności prasy”.